# 克拉克·奥洛夫松
克拉克·奥德特·奥洛夫松（瑞典語：Clark Oderth Olofsson，1947年2月1日—2025年6月24日）是一名居住于比利时的瑞典罪犯，曾因谋杀、抢劫、侵犯人身和贩毒等罪名被判刑，一生中多数时间在监狱度过。其知名的罪行之一是在斯德哥尔摩诺马尔姆广场劫案中与他人共同挟持人质，而这些人质反而对他们产生了感激，这就是斯德哥尔摩综合征一词的来源。

## 早年生活
奥洛夫松出生于瑞典南部城市特罗尔海坦，父母酗酒。其8岁时变为单亲家庭，母亲独自养育奥洛夫松和他的两个妹妹。由于母亲的各种问题，三个孩子被送去寄养，等到母亲回家后一家团聚，迁往希辛延岛。

## 亡命生涯
1963年，16岁的奥洛夫松因数次轻微犯罪被送往管教所。1965年8月，他和其他两名少年成功逃狱到前首相塔格·埃兰德的庄园，从温室中偷窃葡萄、番茄和黄瓜。三个月后，奥洛夫松在南曼兰省埃斯基尔斯蒂纳侵犯警员，于次年2月被判处监禁三年。当年稍晚，他从监狱逃脱。
1966年7月29日，两名警察接到尼雪平一家自行车店的报警，并赶往现场。其中一人被奥洛夫松的同伙打死。这名同伙于8月16日在哥德堡一间公寓被捕，并供认犯罪事实。而奥洛夫松在警察进入公寓前就已逃跑，直到两周后的25日被捕。奥洛夫松因入室盗窃被判8年监禁，同伙被判处12年监禁。
1969年2月4日，奥洛夫松越狱逃往加那利群岛，之后在德国法兰克福被捕。当年8月5日，正值其刑满释放前两个月，他再次从布胡斯监狱逃脱。1973年2月，在警方收到了旅馆清洁工关于在房间发现枪支的报告后，奥洛夫松在乌尔里瑟被捕。这段逃亡期间，他在哥德堡抢劫了一家银行。1973年5月，奥洛夫松被判刑6年，并被送往卡尔马服刑。

## 广场浩劫
1973年8月，奥洛夫松正在北雪平服刑，此时另一名劫匪，也是奥洛夫松的友人扬-埃里克·奥尔松在斯德哥尔摩诺马尔姆广场抢劫银行并挟持人质。欧森要求警方将奥洛夫松带到银行，两人共同在银行停留了6天，直到警方用催泪弹使其投降。后来他在1975年3月20日逃离北雪平监狱，持枪抢劫丹麦哥本哈根的一家银行，带走了价值194,000瑞典克朗的现金。

## 扩展阅读
- Olofsson, Clark. . Stockholm: Prisma. 1986. ISBN 91-518-2030-7 （瑞典语）.
- Gadd, Pia; Olofsson, Clark. . Stockholm. 1991. ISBN 91-7798-485-4 （瑞典语）.